# Jarl Sunnerholm
Nils Jarl Benediktus Sunnerholm, född den 17 juni 1898 i Mariestad, död där den 14 maj 1983, var en svensk ämbetsman. Han var son till Nils Sunnerholm och far till Nils Sunnerholm.
Sunnerholm avlade studentexamen 1916 och juris kandidatexamen vid Uppsala universitet 1920. Efter tingstjänstgöring som extra ordinarie notarie i Svea hovrätt 1920–1924 och tillfällig tjänstgöring som landsfogde i Kopparbergs län blev han extra länsnotarie i Skaraborgs län 1925 och länsassessor där 1933. Sunnerholm var landssekreterare i Skaraborgs län 1942–1964 och styrelseordförande i Skaraborgs enskilda bank i Mariestad 1959–1969. Han blev riddare av Vasaorden 1940 och av Nordstjärneorden 1945 samt kommendör av sistnämnda orden 1952. Sunnerholm vilar på Norslunds kyrkogård i Falun.